# Brasil Encena
Brasil Encena com Susana Vieira (estilizado como Brasil enCena com Susana Vieira) é o álbum de estreia da atriz Susana Vieira, lançado em 14 de dezembro de 2010 pela gravadora Albatroz Music.

## Antecedentes e divulgação
A ideia de tudo começou logo após o projeto do produtor executivo Samuel Patroti querer transformar atrizes em cantoras. A partir daí, ele convidou Susana Vieira e a mesma aceitou e estudou muito para atingir notas altas, semanas antes do início das gravações. A atriz teve que fazer uma cirurgia nas cordas vocais.
Susana foi até o programa Domingão do Faustão acompanhada do pianista e produtor Guilherme Gê para divulgar o álbum, cantou "Encontros e Despedidas", de Milton Nascimento, e "Per Amore", canção de Andrea Bocelli, que fez sucesso no Brasil na voz de Zizi Possi. A canção "A História de Lilly Braun" entrou para a trilha sonora da novela Laços de Sangue.

## Lista de faixas
Todas as canções produzidas por Guilherme Gê.
| N.º            | Título                                           | Compositor(es)                     | Duração |  |
| 1.             | "A História de Lily Braun"                       | Edu Lobo Chico Buarque             | 3:31    |  |
| 2.             | "Rio"                                            | Roberto Menescal Ronaldo Bôscoli   | 2:34    |  |
| 3.             | "Começar de Novo"                                | Ivan Lins Vítor Martins            | 2:44    |  |
| 4.             | "Samba do Avião"                                 | Tom Jobim                          | 2:47    |  |
| 5.             | "Preciso Dizer que Te Amo"                       | Dé Bebel Gilberto Cazuza           | 3:54    |  |
| 6.             | "Na Rua, na Chuva, na Fazenda (Casinha de Sapê)" | Hyldon                             | 4:05    |  |
| 7.             | "Pela Luz dos Olhos Teus"                        | Vinicius de Moraes                 | 3:16    |  |
| 8.             | "Preciso Aprender a Ser Só"                      | Marcos Valle Paulo Sérgio Valle    | 3:39    |  |
| 9.             | "Bem que se Quis" ("E Po' Che Fa")               | Pino Daniele Nelson Motta (versão) | 4:52    |  |
| 10.            | "Encontros e Despedidas"                         | Milton Nascimento Fernando Brant   | 4:03    |  |
| 11.            | "Per Amore"                                      | Mariella Nava                      | 4:29    |  |
| Duração total: | Duração total:                                   | Duração total:                     | 46:45   |  |